# 四大林
四大林（藏語：གླིང་ཆེན་བཞི་，威利转写：gling chen bzhi）是指西藏拉萨的四座藏传佛教寺院：丹杰林寺、策墨林寺、功德林寺、策觉林寺，因均称为“林”（གླིང）而得名。

## 四大林
“林”在藏语中是“洲”的意思。很多藏传佛教寺院以此为名。比如色拉寺的全称是“色拉大乘洲”，川北的大藏寺的正式名称是“大藏任运成就洲”。
拉萨的四大林是四座名称以“林”结尾的寺院的合称。这四座寺院是丹杰林寺、策墨林寺、功德林寺、策觉林寺（藏语中分别称“丹杰林”、“策墨林”、“功德林”、“策觉林”）。
这四座寺院建立年代相近。它们都是在七世达赖和八世达赖之间相继建立。
这四座寺院中，丹杰林寺、策墨林寺、功德林寺历史上同时也是西藏摄政的邸所。而策觉林寺则是八世达赖的经师噶钦益西坚赞的驻锡之地，该寺并未出过摄政者。
四大林除了上述说法外，另一说法称四大林是指丹杰林、策墨林、功德林、喜德林，但这种说法已被證實為错误的。除了丹杰林、策墨林、功德林、策觉林在建筑年代上相近之外，还有许多藏文资料可印证四大林确指丹杰林、策墨林、功德林、策觉林（又译“次觉林”）。《东噶藏学大辞典》第1704页便指出，“次觉林寺是于藏历第十三饶迥年间，即1790年由西藏政府投资兴建，是拉萨四大‘林’之一。”至于“林”，有的文献称“名‘林’活佛之‘寺籍’皆在三大寺，故每辈转世活佛均须在个人原籍（即第一辈出身之札仓）之札仓学经，须考取格西后才有资格升任藏王……”此话确有一定道理：丹杰林寺的德木活佛属哲蚌寺洛色林扎仓；策墨林寺的策墨林活佛原属色拉寺麦札仓；功德林寺的达察活佛属哲蚌寺果莽扎仓；策觉林寺第一世噶钦益西坚赞原属扎什伦布寺。依此可称，拉萨四大“林”是格鲁派在卫藏地区的色拉寺、哲蚌寺、甘丹寺、扎什伦布寺四大寺庙的缩影，但各“林”又都有自己的母寺、扎仓、拉章。

## 五座摄政寺院
四大林和摄政的寺院是两个完全不同的概念，二者毫不相关。
西藏历史上，共有六个活佛世系曾出任摄政，全权负责西藏政教事务。除了达扎活佛未在拉萨专设单独的邸所之外，其他活佛在拉萨的寺院暨正式官邸分别是：
- 丹杰林寺：德木活佛
- 策墨林寺：策墨林活佛
- 功德林寺：达察活佛
- 喜德寺：热振活佛
- 木如寺：德珠活佛

可能是由于丹杰林寺、策墨林寺、功德林寺、喜德寺的寺主均曾出任摄政，其设计风格也接近（此因策墨林寺、功德林寺、喜德寺的兴建均以丹杰林寺为蓝本），所以后世的一些史书便错误地将这四座寺院并列为四大林，而且更加错误地认为四大林即等于摄政寺院。实际上，喜德寺一般被称为“喜德扎仓”，并不称为“林”。

## 延伸阅读
- 本书编写组：《藏族简史》. 拉萨：西藏人民出版社，1985年.
- 孙炯：《茶马古道上的西藏故事》. 昆明：云南民族出版社，2004年.